# アダム・アダムチク
アダム・アダムチク（Adam Adamczyk 1950年10月1日 - ）は、ポーランドのワルシャワ出身の柔道選手。階級は中量級。身長173cm。

## 人物
1972年のミュンヘンオリンピック中量級では初戦で敗れた。1974年のヨーロッパ選手権では3位になると、世界学生では中量級の選手ながら無差別で3位に入った。1975年のヨーロッパ選手権でも3位になると、世界選手権では銅メダルを獲得した。1976年のヨーロッパ選手権では2位だったが、モントリオールオリンピックでは2回戦で敗れた。1977年のヨーロッパ選手権78kg級では優勝を飾った。1978年のヨーロッパ選手権と嘉納杯ではそれぞれ2位になった。

## 主な戦績
中量級での戦績
- 1972年 - ポーランド国際　優勝
- 1973年 - ポーランド国際　優勝
- 1974年 - ポーランド国際　優勝
- 1974年 - ヨーロッパ選手権　3位
- 1974年 - 世界学生　無差別　3位
- 1975年 - ヨーロッパ選手権　3位
- 1975年 - 世界選手権　3位
- 1976年 - オランダ国際　優勝
- 1976年 - ヨーロッパ選手権　2位

78kg級での戦績
- 1977年 - オランダ国際　優勝
- 1977年 - ヨーロッパ選手権　優勝
- 1978年 - オランダ国際　2位
- 1978年 - ヨーロッパ選手権　2位
- 1978年 - 嘉納杯　2位
- 1979年 - ヨーロッパ選手権　3位
- 1979年 - オランダ国際　優勝